# Parasitemia

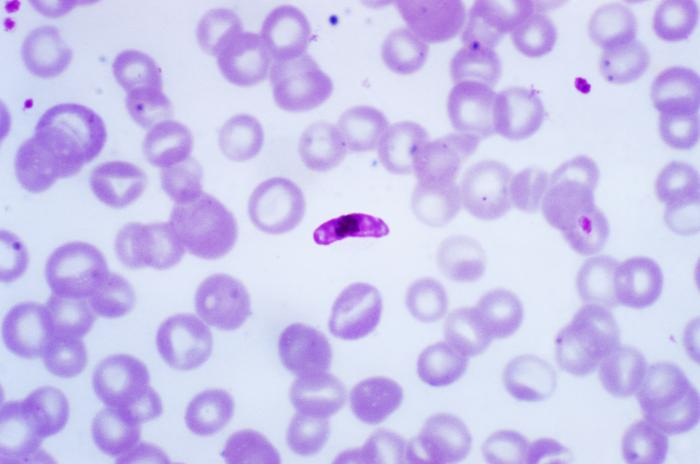
Um parasita Plasmodium falciparum no sangue.

Parasitemia é a presença de parasitas (especialmente de malária) no sangue. A densidade de parasitemia é dada pela percentagem de eritrócitos parasitados, ou pelo número de eritrócitos parasitados por microlitro de sangue.